# Regionalwahl in Sardinien 1965
Die Regionalwahl in Sardinien 1965 fand am 13. Juni statt. Gewählt wurden 72 Abgeordnete zum Regionalrat.
Der Präsident und die Mitglieder des Regionalausschusses (Giunta regionale) wurden vom Regionalrat aus den Reihen seiner Mitglieder gewählt.

## Liste der Präsidenten
Präsidenten des Regionalausschusses während der V. Legislaturperiode (1965–1969):
- Efisio Corrias (DC), 1965–1966;
- Paolo Dettori (DC), 1966–1967;
- Giovanni Del Rio (DC), 1967–1969.

## Wahlergebnis
| Listen | Listen                                                 | Stimmen | %    | Mandate |
| ------ | ------------------------------------------------------ | ------- | ---- | ------- |
|        | Democrazia Cristiana                                   | 303.654 | 43,4 | 35      |
|        | Partito Comunista Italiano                             | 143.395 | 20,5 | 15      |
|        | Partito Socialista Italiano                            | 48.278  | 6,9  | 5       |
|        | Partito Sardo d’Azione – Partito Repubblicano Italiano | 44.621  | 6,4  | 5       |
|        | Partito Liberale Italiano                              | 42.990  | 6,1  | 3       |
|        | Partito Socialista Democratico Italiano                | 37.935  | 5,4  | 3       |
|        | Movimento Sociale Italiano                             | 31.858  | 4,6  | 3       |
|        | Partito Socialista Italiano di Unità Proletaria        | 26.295  | 3,8  | 1       |
|        | Partito Democratico Italiano di Unità Monarchica       | 20.463  | 2,9  | 2       |
| Gesamt | Gesamt                                                 | 699.489 | 100  | 72      |